# Szabolcs Galambos
Szabolcs Galambos – węgierski kierowca wyścigowy.

## Biografia
Karierę rozpoczynał w kartingu. W 2000 roku zajął czwarte miejsce w klasie Nemzeti Top 100, rok później również był czwarty w Formule C, a w 2002 roku zajął szóste miejsce w klasie Intercontinental C. W 2011 roku zadebiutował w Formule 2000. Rywalizował wówczas samochodem Formuły Renault. W debiutanckim sezonie pięciokrotnie zajął trzecie miejsce i był trzeci na koniec sezonu. Rok później raz zajął drugie miejsce oraz czterokrotnie trzecie, a w klasyfikacji końcowej był czwarty. W sezonie 2013 był ósmy w klasyfikacji Formuły 2000 oraz trzeci w klasyfikacji Formuły Renault.

## Wyniki
| Legenda oznaczeń w tabelach wyników Wyświetl szablon na nowej stronie | Legenda oznaczeń w tabelach wyników Wyświetl szablon na nowej stronie                                                                     |
| Oznaczenie                                                            | Wyjaśnienie |
| --------------------------------------------------------------------- | --- |
| Złoty                                                                 | Zwycięzca lub mistrzostwo |
| Srebrny                                                               | 2. miejsce lub wicemistrzostwo |
| Brązowy                                                               | 3. miejsce lub II wicemistrzostwo |
| Zielony                                                               | Ukończył, punktował (w klasyfikacji generalnej, gdy zdobył co najmniej jeden punkt na przestrzeni sezonu, poza trzema powyższymi opcjami) |
| Niebieski                                                             | Ukończył, nie punktował (w klasyfikacji generalnej, gdy nie zdobył co najmniej jednego punktu na przestrzeni sezonu)                      |
| Czerwony                                                              | Nie zakwalifikował się (NZ) |
| Czerwony                                                              | Nie prekwalifikował się (NPK) |
| Różowy                                                                | Nie ukończył (NU) |
| Różowy                                                                | Niesklasyfikowany (NS) (w klasyfikacji generalnej, gdy nie został sklasyfikowany w żadnym wyścigu sezonu)                                 |
| Czarny                                                                | Zdyskwalifikowany (DK) |
| Czarny                                                                | Wykluczony (WYK/EX) |
| Biały                                                                 | Nie wystartował (NW) |
| Biały                                                                 | Kontuzjowany (K/INJ) |
| Biały                                                                 | Wyścig odwołany (OD/C) |
| Bez koloru                                                            | Został wycofany (WYC/WD) |
| Bez koloru                                                            | Nie przybył (NP/DNA) |
| Bez koloru                                                            | Nie brał udziału w treningach (NT/DNP) |
| Bez koloru                                                            | Nie został zgłoszony (–) |
| Pogrubienie                                                           | Start z pole position |
| Kursywa                                                               | Najszybsze okrążenie wyścigu |
| †                                                                     | Nie ukończył, ale jego rezultat został zaliczony ze względu na przejechanie więcej niż 90% dystansu wyścigu.                              |
| *                                                                     | Sezon w trakcie |
| 1/2/3                                                                 | Punktowana pozycja w sprincie kwalifikacyjnym                                                                                             |
| Lista systemów punktacji Formuły 1                                    | |

### Węgierska Formuła 2000
| Rok  | Zespół          | Samochód      | Silnik  | Wyniki w poszczególnych eliminacjach | Wyniki w poszczególnych eliminacjach | Wyniki w poszczególnych eliminacjach | Wyniki w poszczególnych eliminacjach | Wyniki w poszczególnych eliminacjach | Wyniki w poszczególnych eliminacjach | Wyniki w poszczególnych eliminacjach | Wyniki w poszczególnych eliminacjach | Wyniki w poszczególnych eliminacjach | Wyniki w poszczególnych eliminacjach | Wyniki w poszczególnych eliminacjach | Pkt. | Msc. |
| ---- | --------------- | ------------- | ------- | ------------------------------------ | ------------------------------------ | ------------------------------------ | ------------------------------------ | ------------------------------------ | ------------------------------------ | ------------------------------------ | ------------------------------------ | ------------------------------------ | ------------------------------------ | ------------------------------------ | ---- | ---- |
| 2011 |                 |               |         | Węgry                                | Węgry                                | Słowacja                             | Słowacja                             | Węgry                                | Węgry                                | Słowacja                             | Słowacja                             | Węgry                                | Węgry                                | Węgry                                | 45   | 3    |
| 2011 | Cél Racing Team | Tatuus FR2000 | Renault | 3                                    | 3                                    | 4                                    | 3                                    | 3                                    | 3                                    | 4                                    | DK                                   | NW                                   | 4                                    |                                      | 45   | 3    |
| 2012 |                 |               |         | Węgry                                | Węgry                                | Słowacja                             | Słowacja                             | Węgry                                | Węgry                                | Słowacja                             | Słowacja                             | Węgry                                | Węgry                                | Węgry                                | 42   | 4    |
| 2012 | Race Club       | Tatuus FR2000 | Renault | 3                                    | 3                                    | 2                                    | 4                                    | 3                                    | 4                                    | 3                                    | NU                                   | -                                    | -                                    | -                                    | 42   | 4    |
| 2013 |                 |               |         | Węgry                                | Węgry                                | Węgry                                | Węgry                                | Słowacja                             | Słowacja                             | Słowacja                             | Słowacja                             | Węgry                                | Węgry                                | Węgry                                | 18   | 8    |
| 2013 | Feke-Team       | Tatuus FR2000 | Renault | 8                                    | 6                                    | 7                                    | 7                                    | 7                                    | 7                                    | NU                                   | 7                                    | 6                                    | 9                                    | 8                                    | 18   | 8    |

### Węgierska Formuła Renault
| Rok  | Zespół    | Samochód      | Silnik  | Wyniki w poszczególnych eliminacjach | Wyniki w poszczególnych eliminacjach | Wyniki w poszczególnych eliminacjach | Wyniki w poszczególnych eliminacjach | Wyniki w poszczególnych eliminacjach | Wyniki w poszczególnych eliminacjach | Wyniki w poszczególnych eliminacjach | Wyniki w poszczególnych eliminacjach | Wyniki w poszczególnych eliminacjach | Wyniki w poszczególnych eliminacjach | Wyniki w poszczególnych eliminacjach | Pkt. | Msc. |
| ---- | --------- | ------------- | ------- | ------------------------------------ | ------------------------------------ | ------------------------------------ | ------------------------------------ | ------------------------------------ | ------------------------------------ | ------------------------------------ | ------------------------------------ | ------------------------------------ | ------------------------------------ | ------------------------------------ | ---- | ---- |
| 2013 |           |               |         | Węgry                                | Węgry                                | Węgry                                | Węgry                                | Słowacja                             | Słowacja                             | Słowacja                             | Słowacja                             | Węgry                                | Węgry                                | Węgry                                | 55   | 3    |
| 2013 | Feke-Team | Tatuus FR2000 | Renault | 4                                    | 3                                    | 4                                    | 4                                    | 3                                    | 3                                    | NU                                   | 4                                    | 2                                    | 5                                    | 4                                    | 55   | 3    |